# Mike Frink
Michael Frink (Wheat Ridge, 1943) is een Amerikaans voormalig basketbalcoach.

## Carrière
Frink speelde collegebasketbal voor de Pueblo Junior College en daarna de Colorado Buffaloes. Hij werd in 1969 coach van Wheat Ridge High waar hij bleef tot 1976. Van 1976 tot 1978 was hij assistent-coach bij de Hawaii Rainbow Warriors. In 1978 werd hij assistent voor de Arizona Wildcats en bleef bij hen tot in 1981. Van 1981 tot 1985 was hij assistent bij de Washington Huskies. In april 1988 werd hij hoofdcoach van de Vancouver Nighthawks uit de World Basketball League als opvolger van de opgestapte Bill Westphal. In 1989 zou hij coach worden van de Vancouver Kodiaks maar de ploeg zou nooit in competitie spelen. Daarna was hij nog coach van de Saskatchewan Storm in de World Basketball League.
In 1990 werd hij coach bij het Braziliaanse Minas Tênis Clube waar hij tot in 1998 coach was. Gedurende twee Olympische Zomerspelen was hij assistent-coach van de nationale ploeg. In juli 2000 werd hij aangesteld als hoofdcoach van de Cincinnati Stuff uit de International Basketball League. Van 2001 tot 2003 was hij coach bij het Chinese Zhejiang Cyclones. Van 2005 tot 2006 was hij nog een seizoen assistent bij Colorado Buffaloes.

## Privéleven
Zijn broer Pat Frink was een profbasketballer.